# Jabdi
Jabdi – gaun wikas samiti w środkowej części Nepalu  w strefie Dźanakpur w dystrykcie Sarlahi. Według nepalskiego spisu powszechnego z 2001 roku liczył on 1363 gospodarstw domowych i 7308 mieszkańców (3683 kobiet i 3625 mężczyzn).